# MSH2
MSH2 – jeden z sześciu genów związanych z zespołem Lyncha: zespołem dziedzicznej predyspozycji do nowotworów (dziedziczny rak jelita grubego niezwiązany z polipowatością, ang. hereditary non-polyposis colorectal cancer, HNPCC, zespół dziedzicznego niedoboru naprawy niesparowanych zasad, hereditary mismatch repair deficiency syndrome, HMRDS). Produkt białkowy genu bierze udział w mechanizmie naprawy DNA. Mutacje konstytucyjne w jednym z alleli genu MLH1 prowadzą do wyżej wymienionego zespołu predyspozycji do nowotworów.